# Cruciglanis
Cruciglanis is een monotypisch geslacht van straalvinnige vissen uit de familie van de antennemeervallen (Pseudopimelodidae).

## Soort
- Cruciglanis pacifici Ortega-Lara & Lehmann A., 2006